# 盛治仁
盛治仁（1968年1月5日—），台灣政治人物、企業高階主管。曾任2009年台北聽奧總執行長。2007年因曾任百萬人民倒扁運動國際發言人，而被以違反集會遊行法為由起訴，後來無罪確定。後任行政院文建會主委，卻捲入建國百年雙十節戲劇夢想家鉅款事件，因而辭職下臺，現為雲朗觀光集團總經理。

## 生平
盛治仁出生於高雄市，成長於鳳山區五甲庄，家中經營雜貨店，為家中獨生子。畢業於高雄鳳山區五福國小、畢業於新興國中、高雄市立高雄高級中學、國立政治大學外交系，1994年獲伊利諾州西北大學碩士，1998年獲伊利諾州西北大學博士。 
返國即進入東吳大學政治系任教，學術專長為民意調查、政治行為研究、計量政治學、政治傳播，多次參與、主持民調研究案，並獲行政院國家科學委員會補助，以及連續七年獲東吳大學「教師學術研究獎助」，1998年。屬積極參與社會政治運動型學者，活躍於平面媒體、電視新聞評論節目。七年之內從助理教授升等副教授再升等教授，創下東吳大學紀錄。 
著作有《台灣兩千年總統選舉投票行為研究》(台北:韋伯，2001年)，《敢闖才會贏：盛治仁給年輕世代三堂人生課》(台北:天下文化，2013年)，以及期刊與研討會論文數十篇。自2013年起，固定每兩週在聯合報名人堂專欄發表文章。2019年出版《燃起主管魂:盛治仁的私房管理筆記》(台北:天下雜誌，2019年)，以及MasterCheers影音課程:《讓老闆懂你:20堂傳承給中階主管的職涯智慧》。
其母親從小於國共內戰時逃難越南並定居至成年後到台灣和家人團聚，曾自詡為第一代的「新臺灣之子」。與媒體人周幼群、史哲維為政大外交系同一屆同學。
在擔任臺北市政府研考會主委期間，除了研考會的例行業務之外，還負責規劃設立1999台北市民當家熱線，申請上海世界博覽會台北館於最佳城市實踐區，展出智慧及環保城市兩項主題，以及兼職聽障奧運總執行長，負責2009賽事的籌辦，另外還鋪設了市府大樓旁的人工沙灘。
接任行政院文建會主任委員任內，在法律部分通過了在立法院審議長達七年的「文化創意產業發展法」，以及行政院組織修編中第一個新設部會通過的「文化部組織法」。業務部分包括辦理首屆「台灣國際文創博覽會」、成立「文創專案辦公室」、推動「活化縣市文化中心」的四年期計畫、「地方縣市藝文特色計畫」、「華山藝術生活節」、「表演藝術與科技之跨界結合」、邀請施振榮董事長主持國藝會強化藝企合作、將景美、綠島兩園區整併，成立國家人權博物館籌備處等。國立台灣歷史博物館也在任內完工營運。另外又被賦予籌辦中華民國建國一百年的慶典活動籌辦任務，接任建百基金會執行長。
離開政府職務後，進入雲朗觀光集團擔任總經理，後來陸續再兼任LDC ITALY董事長，雲品國際股份有限公司董事長，其中雲品國際於2016年11月於證交所掛牌上市。
2023年，盛被指稱將成為時任2024總統參選人郭台銘的搭檔，盛治仁反駁此謠言。
2024年9月4日，獲得財團法人公共關係基金會舉辦的「2024傑出公關獎」傑出CEO形象獎。。

## 事件

### 成龍代言2009國際聽障奧運事件
2009年初，成龍於香港批評台灣亂，部分民進黨市議員要求聽奧籌備委員會執行長盛治仁到市議會罰站， 盛治仁表示他雖不認同成龍言論，但成龍分文未取協助聽奧宣傳活動並拍攝廣告，雙方既未簽訂合約，且代言活動早已結束。做人的基本道理，不能為了自我保護去宣布取消一個沒有合約的代言人身份，如此對待一位曾經幫助過我們的人。且基於對民主價值的維護，不能讓台北市成為一個因為政治立場去封殺藝人的城市。
依據2008年5月的民調，市政府官員表現最佳的前三名是社會局長師豫玲、捷運局長常歧德與研考會主委盛治仁，8月借調期滿回任校園，繼續以總執行長身分主辦聽障奧運。
台北聽障奧運自2009年9月5日至十五日結束，在閉幕典禮上，國際聽障體育總會主席艾蒙司總結說，這是聽奧八十五年來「最好的一次」。「台北證明其驚人的龐大組織能力，未來的主辦城市將難以超越。」

### 夢想家事件
由賴聲川製作的國慶晚會搖滾音樂劇《夢想家》，高達兩億三千萬元的費用引發爭議。2011年11月18日在各方壓力下書面請辭核准。夢想家實際花費細目及金額，由於在爭議發生當時尚未結案，無法在一時之間公開給外界公評，後來文化部在標案結案後將相關檔案公布於網站。丁乃竺則表示總統大選後才會說明花費細節，她表示「我們仍選擇沉默，因為台灣一碰到選舉期間，很多事件言論是會變調的，等待選後，一定會詳加說明，把我們的製作、預算內容都公開，聆聽大家意見。」2011年11月2日，因馮光遠在臉書發起「我們一家都是人渣」活動，強烈抨擊在兩日之內耗費政府新臺幣兩億三千萬元的舞臺劇《夢想家》，消遣文建會偏愛之導演賴聲川。且馮光遠在臉書上批評夢想家招標過程不公開，批評盛治仁是「人渣公務員」。2013年，盛治仁在卸任後提起毀謗告訴。臺灣高等法院於2014年8月12日，依公然侮辱罪判馮拘役二十天，得易科罰金二萬元定讞。但馮光遠表示，雖然可以易科罰金，馮光遠拒絕以易科罰金方式抵免拘役，自稱：「繳錢了事不是我的風格，如果一個人因為講實話就得關他個20天，進去就是了」。另外民事告訴馮光遠亦敗訴確定，判賠三十萬。盛治仁對此表示:「台灣的媒體和公共論壇討論事情的方式，尤其在選舉期間，事件真相往往在第一時間無法釐清，只能透過後續的司法調查或訴訟去還原真相或尋求公道」、「「夢想家」的事情，從第一天跟社會大眾的說明開始，就是事實的真相，迄今也完全沒有改變，當時卻被嚴重抹黑。可是如果連這樣明確的指控都能成為言論自由的保障範圍，難怪我們一般民眾對於絕大多數自己未涉入的事情都無法了解，因為總是有兩種說法存在，一個是事實，一個是言論自由。」、「許多人面臨類似情況，多數覺得事情既然發生，就是自認倒楣或息事寧人，為自己圖個清靜，但卻是變相鼓勵不負責任的言論持續發生。我希望更多人面對此情況時，能選擇勇敢地面對，願意到法院將是非談清楚。至少能夠讓毫無根據的說法，必須在法律面前交代當時言論的基礎何在。越多人願意這樣做，就越能制約無根據的抹黑與指控，或是侮辱性的言詞充斥於社會。」
控告馮光遠的司法訴訟結束後，在2016年12月3日，盛治仁撰寫公布了國慶晚會夢想家音樂劇的籌備始末。從接任背景、標案設計、演出精彩度、經費編列、審計部報告、到籌辦過程面對的困難，都做了說明，供外界參考並檢驗，內容皆詳細列出，並無不法。

## 備註
1. ↑  雲朗觀光為台泥關係企業，旗下有君品酒店、雲品酒店、翰品酒店、兆品酒店及中信連鎖飯店集團。

### 註腳
1. ↑  陳洛薇. . 聯合新聞網. 2023-09-03  [2023-09-03]. （原始内容存档于2023-09-03）.
2. ↑  .   [2024-09-08]. （原始内容存档于2024-09-08）.
3. ↑  〈盛治仁議會「罰站」累了？ 8月回校園〉 （页面存档备份，存于）〉，《聯合報》，2009年6月5日
4. ↑  〈成龍與戴立忍〉 （页面存档备份，存于）〉，《聯合報》，2016年7月30日
5. ↑  史上最佳〉[永久]〉，《聯合報》，2009年9月16日
6. ↑  錢花哪去了？盛治仁：尚未結案 無法公布花費細目  的存檔，存档日期2011-11-21.
7. ↑  丁乃竺：選後說明 檢調資料解夢 的存檔，存档日期2011-11-21.
8. ↑  .   [2015-06-16]. （原始内容存档于2017-03-07）.
9. ↑  國慶晚會「夢想家」音樂劇籌備始末

| 中華民國政府職務 | 中華民國政府職務                                                    | 中華民國政府職務 |
| ---------------- | ------------------------------------------------------------------- | ---------------- |
| 行政院           |                                                                     |                  |
| 前任： 黃碧端    | 行政院文化建設委員會主任委員 第十二任 2009年11月16日—2011年11月18日 | 繼任： 曾志朗    |